# Język eblaicki
Język eblaicki (lub paleosyryjski) – język semicki z grupy wschodniosemickiej, bliski językowi akadyjskiemu. Nazwa języka po raz pierwszy została zastosowana przez włoskiego lingwistę Giovanniego Pettinato, który badał teksty z Ebli. Na tabliczkach, zapisanych pismem klinowym, słowa eblaickie były wplecione w graficzny kontekst sumeryjski.
Język eblaicki zaświadczony został przez teksty z trzech stanowisk archeologicznych:
1. Tell Mardich – pałac królewski G w starożytnej Ebli,
2. Tell el-Harrini na terenach starożytnego państwa Mari,
3. Tell Baydar z obszarów starożytnej Nabady.

Teksty pochodzą z XXV–XXIII wieków p.n.e. i zapisane są pismem klinowym z użyciem sumeryjskich logogramów. Sumeryjskie pismo klinowe nie w pełni dało się dostosować do niektórych fonemów języka semickiego, dlatego na potrzeby języka eblaickiego został stworzony system, polegający na mieszaniu ideogramów i sylabogramów sumeryjskich, co w konsekwencji spowodowało powstanie sylabariusza, podobnego do tego z czasów dynastii akadyjskiej.